# Caldecote (Cambridgeshire)
Caldecote è un villaggio e parrocchia civile dell'Inghilterra, appartenente alla contea del Cambridgeshire.